# JW ANDERSON
JW ANDERSON（ジェイ ダブリュー アンダーソン）は、ジョナサン・アンダーソン が設立したイギリスのファッションブランドである。 
創業者のジョナサン・アンダーソンは北アイルランド出身、2008年に JW ANDERSON を設立し、その後ロンドンでファッションハウスを立ち上げた。トップショップ（TOPSHOP）とヴェルサーチほかデザイナーや多くの小売ファッション小売りと協力してブランドを展開、2013年にLVMHによる少数持株会社となる。   
このブランドは、2015年にブリティッシュ・ファッション・カウンシルのファッション・アワードでメンズとレディース両部門の賞を得ており、同賞で同じ年に2部門受賞した先駆けである。

## 沿革
北アイルランド出身の創業者ジョナサン・アンダーソンは、ロンドン・カレッジ・オブ・ファッション（ロンドン芸術大学）を卒業すると、演劇の道を志してワシントンD.C.のスタジオシアターで働くうち、衣装デザインに関心を持つ。2005年に紳士服デザインの学位を取得した。プラダのデザイナーのマヌエラ・パベシ Manuela Pavesi を補佐してビジュアルマーチャンダイザーとして働いたのちロンドンに移ると、2008年に自身の名前を冠したブランドを立ち上げている。
ブランドとしての JW ANDERSON は2008年にメンズウェアを、2010年秋にはレディースウェアを展開した。同年、ブリティッシュ・ファッション・カウンシル委員会から後援を受け、ロンドン・ファッション・ウィークで初の本格的なファッションショーを開く。2011年には同じく2回目の後援を獲得すると、2012年に新進気鋭のデザイナーとして受賞した（Emerging Talent Award）。
当ブランドは2012年にトップショップとのコラボレーションで限定販売した衣料とアクセサリーを契機に、イギリスで広く知られるようになり、イギリス版『ヴォーグ 』誌に春夏物が掲載され、ペイズリー柄の室内着が評判になる。2012年のロンドン・ファッションウィーク中、初のメンズウェアのファッションショーを開催すると発表した。トップショップとは、2013年初めに再びコラボレーションしている。
2013年6月にはヴェルサーチのコレクションを展開した。先方の商品群「Versus」の再投入に起用された JW ANDERSON 側には、ユニセックスの服の展開という狙いがあった。同じ時期にルイ・ヴィトンのクリエイティブ・ディレクター職に抜擢されるという噂が立つと同年9月、ルイヴィトンを傘下に置くLVMHは JW ANDERSON の少数株を取得したと発表、その一環として JW ANDERSON はスペインのファッションハウスでLVMH傘下のロエベともクリエイティブの監修を契約した。

## ワークショップ
このブランドはロンドンのショーディッチで独自のワークショップを開始すると発表し、「オメガ・ワークショップ」から発想を得たという。店舗は従来「JW ANDERSON ・ワークショップ」と呼ばれ、販売店と展示会の体験を融合させてきた。
ワークショップ店頭には2016年の1年間を通じ Bloomsbury Group 傘下のA$AP Rocky（英語）、M/M Paris（英語）など多くのコレクションや提携先商材をならべた。Printed Matter, Inc（英語）、マッキントッシュ、Giles Roundのほか、写真家とジェイミー・ホークスワース（英語）やイアン・デイヴィッド・ベイカー Ian David Bakerに加えアレスデア・マクレラン（英語）も参加している。
ブランドはスペインの出版プロデューサーのルイス・ベネガス Luis Venegas （英語）と2016年に共同出版『The Rain in Spain Stays mainly in the Plain』に取り組むと、詳細を伏せたまま限定部数を頒布した。

## 展覧会
2016年秋に初の展覧会の開催を発表、「Disobedient Bodies」（仮題：不服従な肉体たち）を2017年3月から6月にわたりヘップワース・ウェイクフィールドで催している。肉体というテーマについて語ることを主旨とし、胴体に対して身体のそれぞれの部位がどれほど服従を拒んで存在し得るか視覚化を試みた。出展作品はイッセイミヤケ、イヴ・サン＝ローランなど100以上の作品を展示、図録は2017年に出版した。

## 受賞歴
- 2014年　英国ファッション協議会（英語版）「年間メンズウェア・ブランド賞」。
- 2015年　同「年間メンズウェア・ブランド賞」「年間レディースウェア・ブランド賞」。同じ年に両賞を受賞した最初のブランド[29]

## コラボレーション
- トップショップ （2012年および2013年）
- ヴェルサーチ（2013年）
- ユニクロ (2017年 )
- コンバースコンバース (製靴メーカー) (2017年)

### ユニクロ
2017年秋冬コレクション、 2018年春夏コレクションの決定には〔我々の　つくれます〕という宣言のもと、イギリスの優れたデザイナーとして挙げられた結果、コラボレーション商品がつくられた背景がある。ユニクロとの提携の特徴としてトレンチコートやハンティングジャケット、フェアアイルセーター、スクールマフラー等、トラディショナルな英国ファッションを象徴する定番のワードローブをベースに、ビビッドで大胆な配色に代表されるJW ANDERSONならではのデザインと、ユニクロが追求する上質な素材とフィット、機能性を融合して作り上げられた。ユニクロの代名詞とも言えるヒートテック製品のほか、日本のデニム製造元カイハラの生地を使ったデニムは上質なはき心地と味わい深いビンテージ加工を施しており、英国の伝統ある装いをモダンにアレンジしたラインナップに仕上げた。また、リバーシブルやレイヤードにより幅広いスタイリングやアイテムの組み合わせができ、世代やジェンダーを超えて、すべての人がその人らしく自由なファッションを楽しめるライフウェアの新しい提案とされ、本コラボレーションによって多くの日本人にJWアンダーソンが認知された。

## 参考資料
各分類以下は主な執筆者名または編集者名順。
書籍、雑誌
- Takafumi Hojoh「『ユニクロ×J.Wアンダーソン』は、これを狙え！本音対談」」『MENS NON-NO』2017年、[要ページ番号]、2018年1月10日閲覧。
- 柳井正「ファーストリテイリング経営方針」2017年。

ウェブサイト
- “UNIQLO and JWAnderson2017年秋冬コレクション”. 2018年1月17日閲覧。
- “UNIQLO and JWAnderson”. 2018年1月10日閲覧。

## 関連資料
- Anderson, J.W (2017). Bonacina, Andrew. ed (英語). Disobedient Bodies JW Anderson at The Hepworth Wakefield. ヘップワース・ウェイクフィールド（英語版）. ISBN 978-0-9932238-2-2. OCLC 1057711506展覧会カタログ